# سالادوبلانکو
سالادوبلانکو (انگلیسی: Saladoblanco) نام شهری در کشور کلمبیا است.